# Бял боклук
Бял боклук (на английски: white trash) е груб термин, нерядко използван в обикновената реч в САЩ за обозначение на декласираните бели американци, често живеещи като безработни, с нисък социален статус и ниво на образование. Тази категория хора често страда от алкохолизъм, склонна е към закононарушения и антиобществено поведение. Наричайки някого „бял боклук“, означава да го обвините в социален, финансов или образователен банкрут.

## История
Терминът се появява през 20-те години на XIX век и се употребява за белите наемници, работещи наравно с негрите, които изпълняват нискоквалифицирана работа, конкурирайки се с тях за тези работни места, ресурси или даже за техните партньори в брака. Изразът навлиза широко в употреба през 30-те години на XIX век и се използва от богатите южняци.

## В изкуството
Авторката на класическата аболиционистка книга „Чичо Томовата колиба“ Хариет Бичър Стоу нарича глава в своето произведение „Беден бял боклук“ (англ. Poor white trash), стремейки се да покаже живота на белите бедняци, по своето положение и равнище на живот малко отличаващи се от черните роби.
Фернандо Нороня (Fernando Noronha and Black Souls) в албума си Changes от 2003 г. изпява песента White Trash.